# Conceveiba ptariana
Conceveiba ptariana är en törelväxtart som först beskrevs av Julian Alfred Steyermark, och fick sitt nu gällande namn av Eugene Jablonszky. Conceveiba ptariana ingår i släktet Conceveiba och familjen törelväxter. Inga underarter finns listade i Catalogue of Life.